# Liste der Kantone im Département Saône-et-Loire
Das Département Saône-et-Loire liegt in der Region Bourgogne-Franche-Comté in Frankreich. Es untergliedert sich in fünf Arrondissements mit 29 Wahlkreisen (französisch cantons).
Siehe auch: Liste der Gemeinden im Département Saône-et-Loire

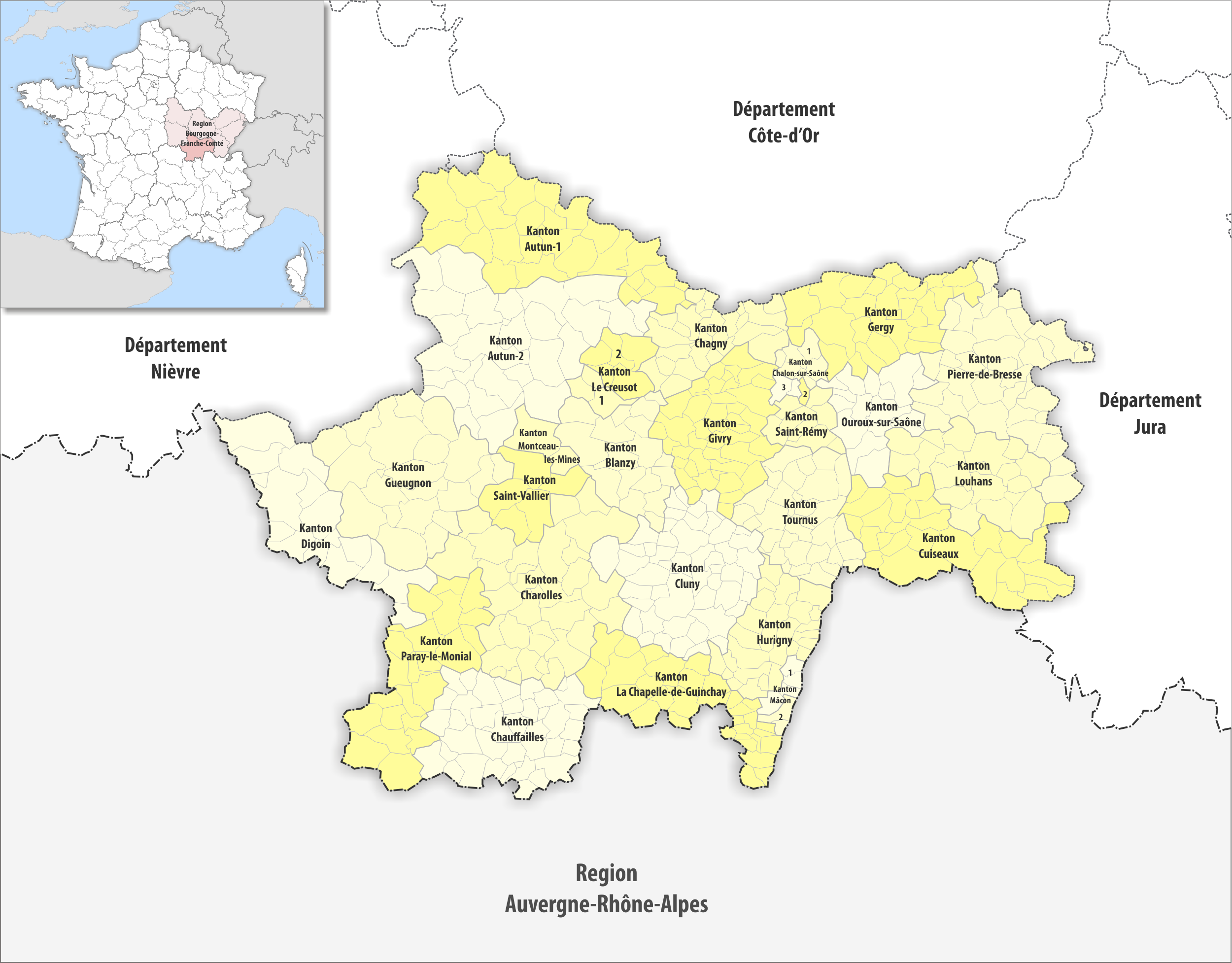
Gemeinden und Kantone im Département Saône-et-Loire

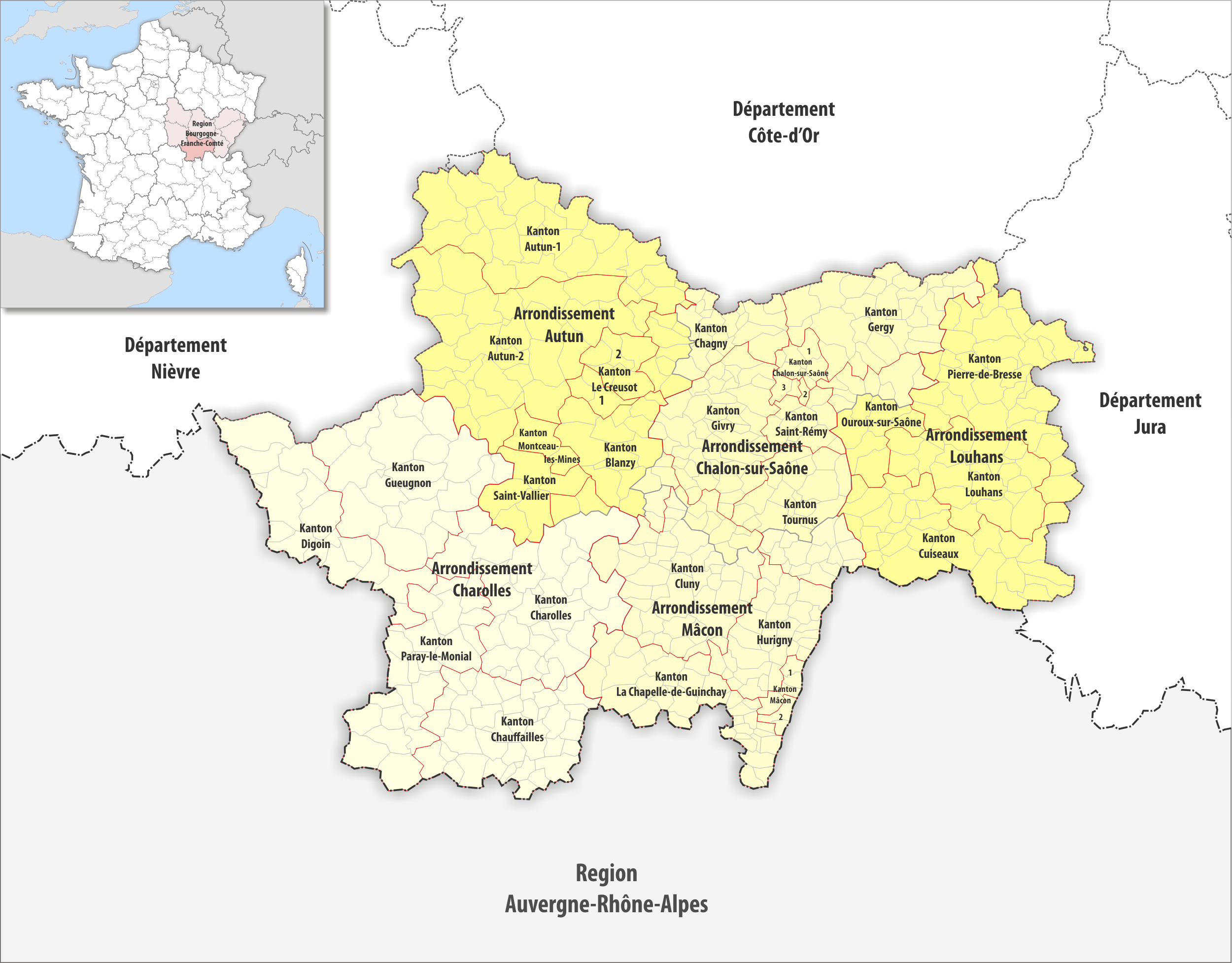
Gemeinden, Arrondissemente und Kantone im Département Saône-et-Loire

| Kanton                     | Gemeinden | Einwohner 1. Januar 2022 | Fläche km² | Dichte Einw./km² | Code INSEE | Arrondissement(e)              |
| -------------------------- | --------- | ------------------------ | ---------- | ---------------- | ---------- | ------------------------------ |
| Autun-1                    | 27 1⁄2    | 18.755                   | 583,31     | 32               | 7101       | Autun                          |
| Autun-2                    | 26 1⁄2    | 16.826                   | 734,54     | 23               | 7102       | Autun                          |
| Blanzy                     | 17        | 18.578                   | 267,89     | 69               | 7103       | Autun, Chalon-sur-Saône, Mâcon |
| Chagny                     | 27        | 19.359                   | 248,89     | 78               | 7104       | Autun, Chalon-sur-Saône        |
| Chalon-sur-Saône-1         | 5 1⁄3     | 19.564                   | 49,55      | 395              | 7105       | Chalon-sur-Saône               |
| Chalon-sur-Saône-2         | 1⁄3       | 21.280                   | 6,00       | 3.547            | 7106       | Chalon-sur-Saône               |
| Chalon-sur-Saône-3         | 1 ⁄3      | 18.688                   | 16,70      | 1.119            | 7107       | Chalon-sur-Saône               |
| La Chapelle-de-Guinchay    | 32        | 23.626                   | 345,50     | 68               | 7108       | Mâcon                          |
| Charolles                  | 32        | 14.910                   | 631,58     | 24               | 7109       | Autun, Charolles               |
| Chauffailles               | 39        | 19.274                   | 447,59     | 43               | 7110       | Charolles                      |
| Cluny                      | 48        | 16.018                   | 500,06     | 32               | 7111       | Chalon-sur-Saône, Mâcon        |
| Le Creusot-1               | 2 1⁄2     | 16.399                   | 43,57      | 376              | 7112       | Autun                          |
| Le Creusot-2               | 4 1⁄2     | 15.665                   | 88,81      | 176              | 7113       | Autun                          |
| Cuiseaux                   | 28        | 20.542                   | 449,54     | 46               | 7114       | Louhans                        |
| Digoin                     | 15        | 17.903                   | 401,09     | 45               | 7115       | Charolles                      |
| Gergy                      | 27        | 17.377                   | 384,17     | 45               | 7116       | Chalon-sur-Saône               |
| Givry                      | 41        | 20.039                   | 364,87     | 55               | 7117       | Chalon-sur-Saône               |
| Gueugnon                   | 20        | 13.887                   | 581,01     | 24               | 7118       | Charolles                      |
| Hurigny                    | 28        | 22.615                   | 253,33     | 89               | 7119       | Mâcon                          |
| Louhans                    | 20        | 20.872                   | 330,55     | 63               | 7120       | Louhans                        |
| Mâcon-1                    | 2 1⁄2     | 24.619                   | 33,79      | 729              | 7121       | Mâcon                          |
| Mâcon-2                    | 1 ⁄2      | 21.033                   | 17,12      | 1.229            | 7122       | Mâcon                          |
| Montceau-les-Mines         | 2         | 18.052                   | 61,69      | 293              | 7123       | Autun                          |
| Ouroux-sur-Saône           | 15        | 16.641                   | 216,88     | 77               | 7124       | Chalon-sur-Saône, Louhans      |
| Paray-le-Monial            | 22        | 20.243                   | 419,66     | 48               | 7125       | Charolles                      |
| Pierre-de-Bresse           | 33        | 16.545                   | 525,31     | 31               | 7126       | Louhans                        |
| Saint-Rémy                 | 9         | 22.189                   | 94,10      | 236              | 7127       | Chalon-sur-Saône               |
| Saint-Vallier              | 5         | 17.939                   | 148,71     | 121              | 7128       | Autun                          |
| Tournus                    | 31        | 19.698                   | 328,87     | 60               | 7129       | Chalon-sur-Saône, Mâcon        |
| Département Saône-et-Loire | 563       | 549.136                  | 8.574,68   | 64               | 71         | –                              |

## Liste ehemaliger Kantone
Bis zum Neuzuschnitt der französischen Kantone im März 2015 war das Département Saône-et-Loire wie folgt in 57 Kantone unterteilt:
| Arrondissement   | Kantone |
| ---------------- | --- |
| Autun            | Autun-Nord, Autun-Sud, Couches, Le Creusot-Est, Le Creusot-Ouest, Épinac, Issy-l’Évêque, Lucenay-l’Évêque, Mesvres, Montcenis, Saint-Léger-sous-Beuvray |
| Chalon-sur-Saône | Buxy, Chagny, Chalon-sur-Saône-Centre, Chalon-sur-Saône-Nord, Chalon-sur-Saône-Ouest, Chalon-sur-Saône-Sud, Givry, Mont-Saint-Vincent, Montceau-les-Mines-Nord, Montceau-les-Mines-Sud, Montchanin, Saint-Germain-du-Plain, Saint-Martin-en-Bresse, Sennecey-le-Grand, Verdun-sur-le-Doubs |
| Charolles        | Bourbon-Lancy, Charolles, Chauffailles, La Clayette, Digoin, Gueugnon, La Guiche, Marcigny, Palinges, Paray-le-Monial, Saint-Bonnet-de-Joux, Semur-en-Brionnais, Toulon-sur-Arroux |
| Louhans          | Beaurepaire-en-Bresse, Cuiseaux, Cuisery, Louhans, Montpont-en-Bresse, Montret, Pierre-de-Bresse, Saint-Germain-du-Bois |
| Mâcon            | La Chapelle-de-Guinchay, Cluny, Lugny, Mâcon-Centre, Mâcon-Nord, Mâcon-Sud, Matour, Saint-Gengoux-le-National, Tournus, Tramayes |